# ТО РКУД Пелагић Бања Лука
Тамбурашки оркестар РКУД Пелагић Бања Лука је тамбурашки оркестар у саставу Радничког-културно-уметничког друштва Пелагић из Бање Луке основан 1927.

## О оркестру
Тамбурашки оркестар РКУД Пелагић Бања Лука је основан 1927. године од стране синдикалних радника града Бање Луке.

## Историја
Први руководилац тамбурашког оркестра био је Авдо Чарџић, а оркестар је имао 15 чланова.
Оркестар је наступао на приредбама са хором широм Босанске Крајине. Репертоар је био широк и чиниле су га народне песме, кола, каришинци, корачнице, валцери, одломци из опера и других дела класичне музике.
Кроз дугу историју оркестром су руководили Душан Умићевић, Милан Бокан, Марко Поповић, Здравко Ћосић, Даворин Грозданић и други.
Од 1965.године па све до 2012. године, уз извесне прекиде, тамбурашки оркестар је водио Марко Поповић, легенда РКУД Пелагић.
Поповић је успешно проводио концепцију великог оркестра, како организационо тако и програмски.
Захваљујући томе, Бања Лука је увек имала важно место у тамбурашкој музици бивше Југославије, а РКУД Пелагић представљао расадник врхунских музичара.
На темељима рада горе поменутих 2001.године настаје Градски тамбурашки оркестар Бања Лука, с којим постоји завидна сарадња.

## Данас
Данас оркестар има 20-ак чланова, а руководилац је Давид Мастикоса.
Последњих година оркестар редовно заузима своје место на престижним тамбурашким фестивалима на територији бивше Југославије, и по правилу, иако се ради о аматерском оркестру бележи одличне резултате.На репертоару се налазе како народне песме и игре, тако и најзахтевнија дела класичне музике.

## Чланови оркестра
| Прим I - Тамара Пушић - Стефан Тешановић Прим II - Соња Шукало - Весна Грозданић Басприм Е - Михајло Коњевић - Марко Зорановић Чело - Светислав Милошевић - Теодор Бабић - Душан Штрбац - Нина Бабић | Басприм I - Марио Смилчић - Горан Раковић - Лука Стијаковић Басприм II - Немања Бањанин - Бојан Дукић - Дајан Јошић Бас - Димитрије Адамовић - Драган Симић - Ђорђе Бабић Контра - Бојан Радонић - Павле Тривић |